# Stranded (Roxy Music)
| Recensione                        | Giudizio          |
| --------------------------------- | ----------------- |
| AllMusic                          | [ 4 ]             |
| Robert Christgau                  | B+                |
| The New Rolling Stone Album Guide | [ 6 ]             |
| Sputnikmusic                      | 4.0 (Excellent)   |
| Piero Scaruffi                    | [ 8 ]             |
| Ondarock                          | Disco consigliato |
| Dizionario del Pop-Rock           | [ 10 ]            |
| 24.000 dischi                     | [ 11 ]            |

Stranded è il terzo album in studio della band glam rock inglese Roxy Music. Pubblicato nel 1973, raggiunse il primo posto nelle classifiche britanniche. La copertina raffigura Marilyn Cole, fidanzata di Bryan Ferry e playmate dell'anno nel 1973. È il primo album dei Roxy Music in cui Bryan Ferry non è l'unico autore delle canzoni, alla cui composizione contribuirono anche Andy Mackay e il chitarrista Phil Manzanera; è anche il primo senza la collaborazione di Brian Eno, che lasciò il gruppo successivamente alla pubblicazione del precedente For Your Pleasure.
La canzone Street Life è stata pubblicata come singolo e raggiunse la nona posizione nelle classifiche britanniche.

## Tracce

### LP
Lato A
1. Street Life – 3:27 (Bryan Ferry)
2. Just Like You – 3:34 (Bryan Ferry)
3. Amazona – 4:12 (Phil Manzanera, Bryan Ferry)
4. Psalm – 8:04 (Bryan Ferry)

Lato B
1. Serenade – 2:55 (Bryan Ferry)
2. A Song for Europe – 4:44 (Andrew Mackay, Bryan Ferry)
3. Mother of Pearl – 6:53 (Bryan Ferry)
4. Sunset – 6:00 (Bryan Ferry)

## Musicisti

### Formazione
- Bryan Ferry - voce, pianoforte, pianoforte elettrico
- John Gustafson - basso
- Eddie Jobson - sintetizzatore, tastiere, violino elettrico
- Andy Mackay - oboe, sassofono
- Phil Manzanera - chitarra
- Paul Thompson - batteria, timpani

### Ospiti
- Chris Laurence - contrabbasso in Sunset
- The London Welsh Male Choir - coro on Psalm

Note aggiuntive
- Chris Thomas - produttore (per la EG Records)
- Registrazioni effettuate al AIR Studios di Londra (Inghilterra), settembre 1973
- John Punter - ingegnere delle registrazioni
- Nicholas de Ville - design copertina album
- Karl Stoeker - foto copertina album
- Bob Bowkett al CCS - artwork copertina album
- Bryan Ferry - progetto copertina album
- Pierre Laroche - make up ragazza in copertina[12]

## Cover
Il bassista John Taylor, durante il suo periodo da solista dopo aver lasciato i Duran Duran nel 1997, realizzò un tributo all'album dei Roxy Music intitolato Dream Home Heartaches: Remaking/Remodelling Roxy Music (pubblicato nel 1999). In esso la canzone di Mackay A Song For Europe fu realizzata da Dave Gahan mentre Street Life fu eseguita dai Phantom 5.

## Classifica
Album
| Anno | Classifica            | Posizione raggiunta |
| ---- | --------------------- | ------------------- |
| 1973 | Official Albums Chart | 1                   |
| 1974 | Billboard 200         | 186                 |

Singoli
| Anno | Titolo del brano | Classifica             | Posizione raggiunta |
| ---- | ---------------- | ---------------------- | ------------------- |
| 1973 | Street Life      | Official Singles Chart | 9                   |